# 華炎
華炎（かえん）は、日本のボーイズラブ漫画家。
1998年はじめて光彩書房のリメイクボーイズラブ漫画『絶対麗奴』で活動している。

## 作品リスト
1998年
- 絶対麗奴

1999年
- 無限恋獄

2001年
- 片翼の束縛
- Prisoner

2004年
- 溺愛飼育〜パラフィリアシンドローム〜

2005年
- PINK BUTTERFLY

2006年
- 御伽の国の出張ホスト

2008年
- 純愛玉手箱 御伽の国の出張ホスト浦島くん調教編

2010年
- 王子様カフェへようこそ

| スタブアイコン | サブスタブ | この項目は、まだ閲覧者の調べものの参照としては役立たない、漫画家・漫画原作者に関連した書きかけの項目です。この項目を加筆・訂正などしてくださる協力者を求めています（P:漫画/PJ:漫画家）。 |